# Tithoes congolanus
Tithoes congolanus es una especie de escarabajo longicornio del género Tithoes, categorizada en la tribu Acanthophorini, de la subfamilia Prioninae. Fue descrita por Lameere en 1903.
El período de actividad en ejemplares adultos se presenta regularmente marzo, abril, junio, octubre, noviembre y diciembre. Existe un ejemplar de la especie en el museo de Historia Natural de Berlín.

## Descripción
Mide 55-78 mm de longitud.

## Distribución
Se distribuye por África: Angola, Gabón, Nigeria, Congo y República Democrática del Congo.